# Oraison funèbre de Henriette-Anne d'Angleterre
Ne doit pas être confondu avec Oraison funèbre de Henriette-Marie de France.
L'Oraison funèbre de Henriette Anne d'Angleterre, duchesse d'Orléans, est une pièce d'éloquence religieuse prononcée le 21 août 1670 par Bossuet, en la basilique Saint-Denis, lors des funérailles d'Henriette d'Angleterre, duchesse d'Orléans, dite Madame (1644-1670), première épouse de Monsieur, le frère de Louis XIV.
C'est avec cette œuvre que Bossuet, déjà prédicateur renommé, atteint le sommet de l'art oratoire. Elle est la plus célèbre de ses oraisons funèbres, la plus touchante par le lyrisme : l'émotion de l'orateur est profonde, car il parle d'une personne qu'il connaît bien et qu'il a assistée dans ses derniers instants. Il rapporte le cri de douleur qui répand la nouvelle de la mort inattendue de la princesse, le faisant passer à la postérité : « Madame se meurt ! Madame est morte ! »

## Contexte

### Mort d'Henriette de France
Henriette Marie de France, veuve du roi d'Angleterre Charles Ier, réfugiée en France, meurt le 10 septembre 1669. C'est en l'église des visitandines de Chaillot que, le 16 novembre, Bossuet prononce l'oraison funèbre de la reine. Et c'est dans la basilique Saint-Denis que, le 20 novembre, ont lieu les funérailles.
Ces deux cérémonies, Bossuet les évoque au tout début de l'oraison funèbre d'Henriette d'Angleterre, lors de ses funérailles à Saint-Denis, neuf mois plus tard, le 21 août 1670 : il rappelle d'abord qu'il a rendu « le même devoir » à la mère de la défunte ; il rappelle ensuite que le lieu des funérailles de la mère est le même que celui de la fille.

### Mort d'Henriette d'Angleterre

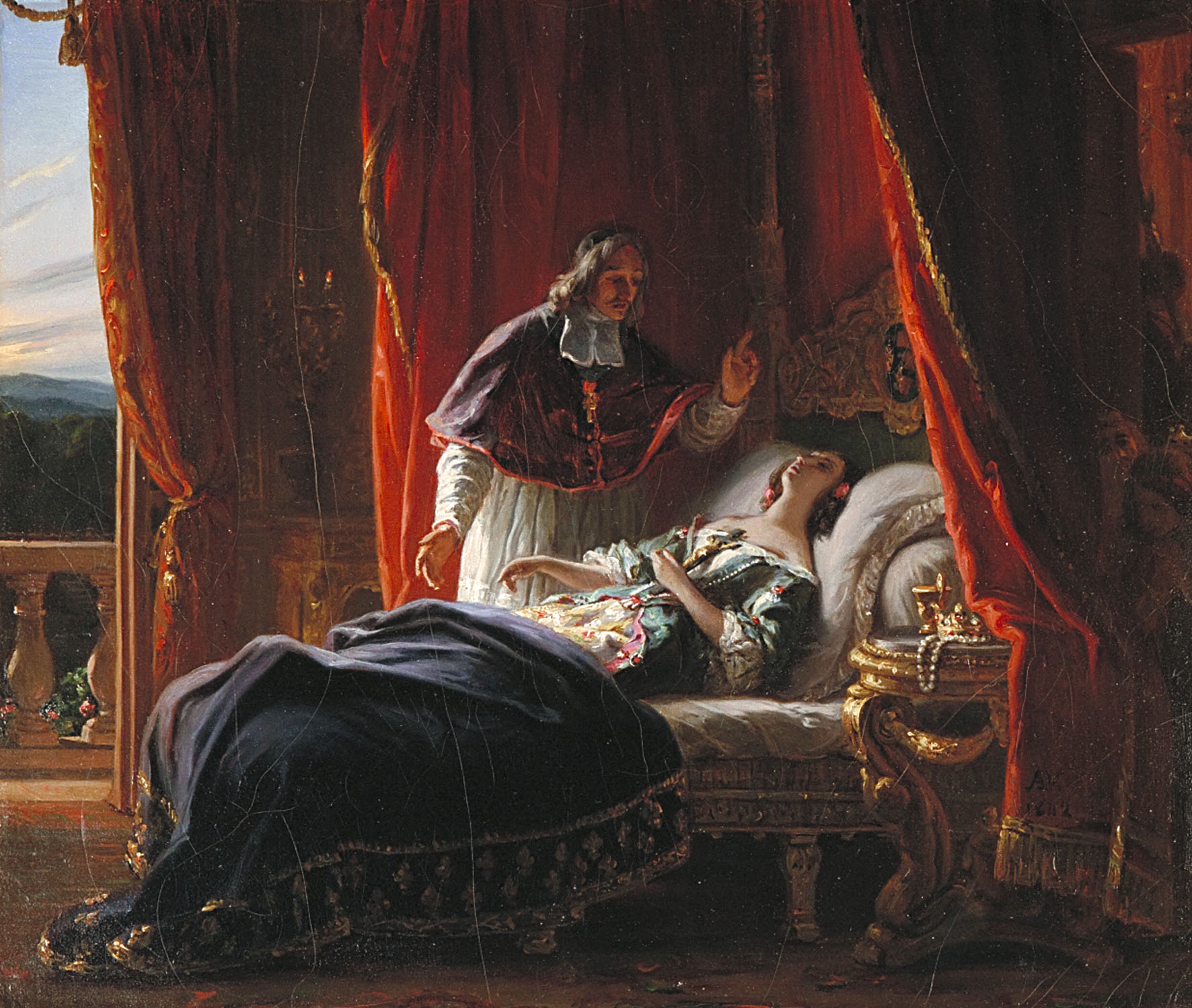
La mort de Madame, par Auguste Vinchon. Bossuet est au chevet de la princesse.

Henriette Anne d'Angleterre est la fille de Charles Ier et d'Henriette Marie de France. Élevée en France, elle épouse Monsieur, le frère de Louis XIV. On l'appelle désormais Madame. Elle séduit toute la cour par sa grâce, sa beauté, son esprit. Et la faveur dont elle jouit auprès de son royal beau-frère suscite bien des rumeurs. Bossuet la connaît très bien. Dans les derniers mois de la princesse, il est son directeur de conscience.
En mai 1670, Henriette se rend outre-Manche, où elle négocie auprès de son frère Charles II un accord entre les souverains de France et d'Angleterre, le traité de Douvres. C'est peu après ce voyage qu'elle meurt soudainement, à 26 ans, dans des circonstances jugées d'abord mystérieuses, voire criminelles. On songe plutôt maintenant à une mort naturelle.

### Les oraisons funèbres de Bossuet
Archidiacre de Metz, Bossuet prononce dans cette ville, en 1655 et 1658, ses deux premières oraisons funèbres, celle de Yolande de Monterby et celle d'Henri de Gornay.
C'est à Paris, dans les années 1660, qu'il déploie « toute la magnificence de son talent oratoire » et qu'il devient un prédicateur célèbre. En 1660, il prêche le carême à l'église des Minimes, et, en 1661, le carême des Carmélites. En 1662, il prêche le carême du Louvre devant Louis XIV. C'est en cette occasion qu'il donne le Sermon sur la mort, son chef-d'œuvre en tant que sermonnaire. En 1662 et 1663, il prononce deux nouvelles oraisons funèbres, celle du père Bourgoing et celle de Nicolas Cornet. En 1666, il fait l'Éloge funèbre de la reine Anne d'Autriche, dont le texte est perdu.
Il est nommé évêque de Condom le 13 septembre 1669. Le 16 novembre, il prononce l'Oraison funèbre de Henriette-Marie de France.
Henriette Anne d'Angleterre meurt le 29 juin 1670, assistée par Bossuet. Une première cérémonie a lieu le 16 août, en présence de Monsieur, pour la remise du cœur embaumé aux religieuses de l'abbaye du Val-de-Grâce. C'est l'abbé Mascaron qui est chargé de prendre la parole. Une deuxième cérémonie a lieu le 21 août, dans la basilique Saint-Denis. Ce sont les funérailles solennelles. C'est en cette occasion que Bossuet prononce l'éloge funèbre. Il subsiste trois autres oraisons funèbres de la princesse : celle de Pierre de Bertier, évêque de Montauban, délivrée devant l'Assemblée du clergé ; celle du chanoine Le Maire ; et celle du chanoine Feuillet.
Le 5 septembre, deux semaines après les funérailles, Bossuet est nommé précepteur du dauphin. Le 21, il est consacré évêque de Condom. Il ne réside pas dans son évêché. Il s'en démet l'année suivante. Accaparé par sa fonction de précepteur et par sa lutte contre les protestants, il va rester treize ans sans prononcer d'oraison funèbre. Puis, de 1683 à 1687, devenu évêque de Meaux, il va en donner cinq nouvelles, dont une est perdue.

### Assistance
L'orateur s'adresse « à un si grand prince et à la plus illustre assemblée de l'univers ». Le prince est le Grand Condé, premier prince du sang, qui passe pour incroyant. Représentant la famille royale, il est accompagné de son fils, le duc d'Enghien. C'est Condé que désigne Bossuet quand il commence par : « Monseigneur ». La reine Marie-Thérèse est présente incognito. L'assemblée se compose de la cour, de cardinaux, d'évêques, de prêtres députés à l'Assemblée du clergé. Sont présents également des envoyés extraordinaires de l'Angleterre : le comte de Manchester, le duc de Buckingham…

## Résumé

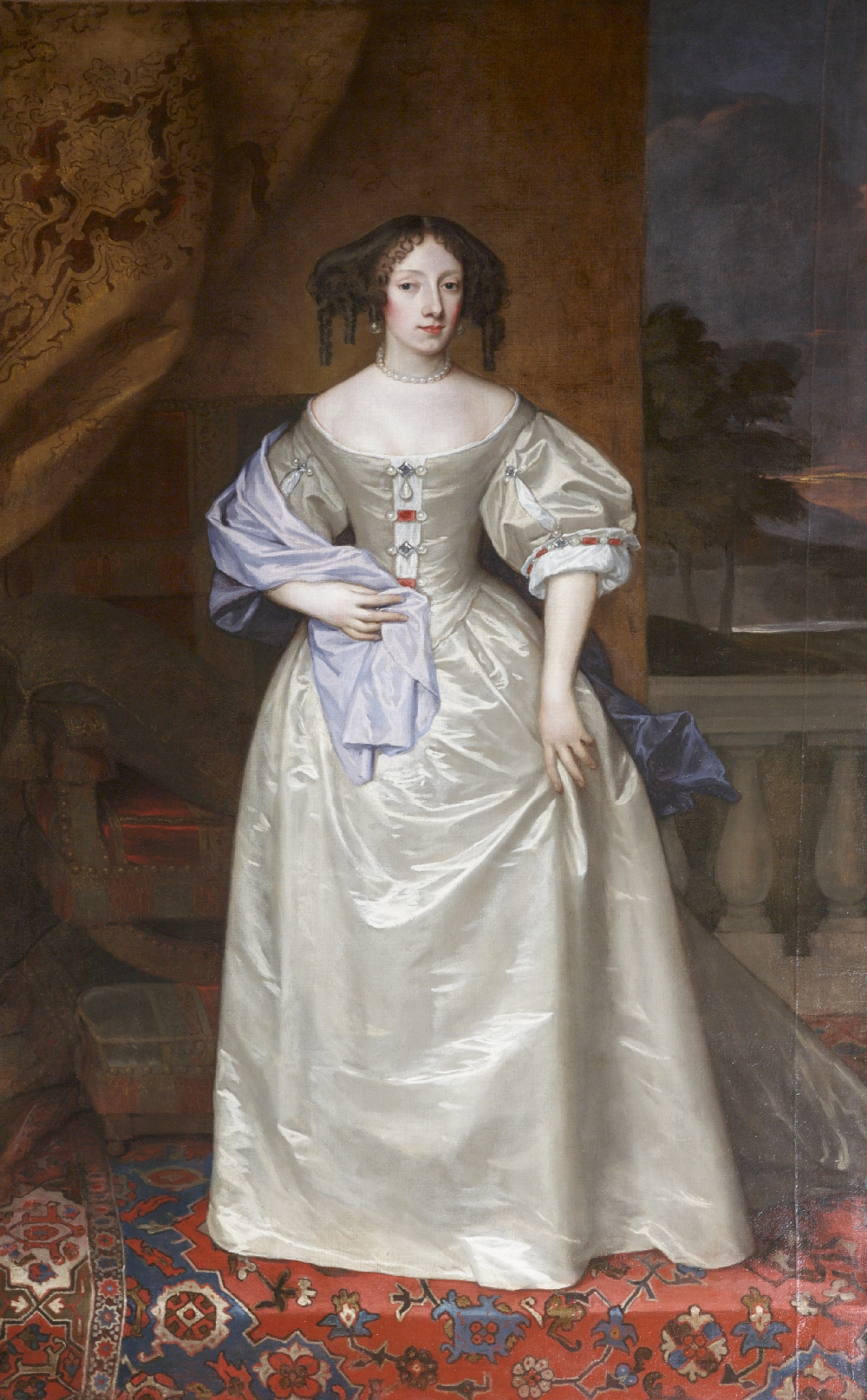
Henriette d'Angleterre, portrait posthume attribué à Peter Lely.

Le Sermon sur la mort se divisait en deux parties : l'homme « est méprisable en tant qu'il passe, et infiniment estimable en tant qu'il aboutit à l'éternité ». Bossuet reprend ce plan : il évoque dans la première partie la grandeur humaine de Madame, et dans la seconde sa fin chrétienne qui constitue sa véritable grandeur. On retrouve la même division dans les oraisons funèbres de Marie-Thérèse d'Autriche et de Condé. Ces deux dernières sont cependant moins proches d'un sermon sur la mort que ne l'est l'oraison funèbre de Madame.

### Exorde
L'orateur évoque l'éclat, les triomphes, la gloire d'Henriette, et la façon brutale dont tout cela lui est retiré. Il ne saurait mieux illustrer la perte de ces grandeurs terrestres que par la sentence répétée de l'Ecclésiaste : « Vanité des vanités, et tout est vanité. » Bossuet souligne la portée universelle de son propos : à travers ce malheur particulier, ce sont toutes les calamités humaines qu'il va déplorer ; et, à travers cette mort, ce sont « la mort et le néant de toutes les grandeurs humaines » qu'il va exposer.
Mais, après avoir montré le néant de l'homme, l'Ecclésiaste rappelle ce qui fait sa vraie grandeur. Il y a en l'homme bien plus solide et bien plus important que le méprisable attachement aux vanités d'ici-bas : le respect des commandements de Dieu, et la crainte du compte qu'il faudra Lui rendre au dernier jour.
La mort édifiante de Madame doit nous servir de leçon. Madame a quitté sans peine ce que nous devons dédaigner. Elle a mis toute son ardeur à se préparer à rencontrer Dieu. L'orateur annonce alors la division de son discours : « Voyons ce qu'une mort soudaine lui a ravi, voyons ce qu'une sainte mort lui a donné. »

### «Voyons ce qu'une mort soudaine lui a ravi»
Tous les hommes meurent. « Ils vont tous ensemble se confondre dans un abîme où l'on ne reconnaît plus ni princes ni rois. »
Entamant l'éloge de Madame, Bossuet connaît bientôt une défaillance : un souvenir l'assaille, il doit écarter l'idée de la mort. Il se ressaisit. Issue de rois, Madame est sœur et belle-sœur des « deux plus grands rois du monde ». Plus encore que par son rang, elle brille par son mérite : par les qualités de son cœur et de son esprit. D'une vive et perçante intelligence, mais d'une sage modestie et d'une parfaite discrétion, elle sait tirer profit de ces qualités réunies pour mener avec une « incroyable dextérité » sa mission d'Angleterre.
Mais la grandeur et la gloire, Bossuet en aperçoit le néant dans le triomphe de la mort. Les qualités de l'esprit même sont vaines, « parce que toutes nos pensées qui n'ont pas Dieu pour objet sont du domaine de la mort ».

Bossuet donne alors les raisons de son éloge d'une si admirable princesse. Il s'agit d'un exemple. Sa mort doit permettre de faire sentir aux ambitieux que leur naissance, leur grandeur et jusqu'à leur sagesse sont effacées par la mort, qui rend les hommes tous égaux. Bossuet va plus loin : la mort de Madame est voulue par Dieu pour dispenser cet enseignement. Ne murmurons pas. Le coup n'a rien de rude pour Madame, car Dieu la sauve tout en nous instruisant. L'orateur se laisse aller soudain à l'émotion en se rappelant la mort de la princesse. Le récit douloureux qu'il en donne est considéré « comme un des chefs-d'œuvre du lyrisme en prose » : 

« Ô nuit désastreuse ! ô nuit effroyable, où retentit tout à coup comme un éclat de tonnerre cette étonnante nouvelle : Madame se meurt ! Madame est morte ! »

 Ce sont des cris, des gémissements, la douleur, la consternation, « et l'image de la mort », la mort plus puissante que l'affection d'un roi, d'une reine, d'un époux, de toute la cour et de tout un peuple. Cette mort, Madame l'affronte avec beaucoup de fermeté. Pourtant, même cette fermeté s'évanouit dans la mort. Des rois et des princes que Dieu anéantit, il ne reste que poussière.
Ne cédons pas au désespoir. « Les ombres de la mort se dissipent […] Madame n'est plus dans le tombeau : la mort, qui semblait tout détruire, a tout établi. »

### «Voyons ce qu'une sainte mort lui a donné»
Nous rendons pompeux, vides de sens les noms de grandeur et de gloire, parce que nous les appliquons à des objets trop indignes, à des objets mesurés par les années, emportés par le temps… Nous devons sortir du temps, aspirer à l'éternité. Méprisons jusqu'à la sagesse. La véritable sagesse, le secret principe de toutes nos actions doit être d'adorer Dieu. Le devoir, l'objet, la nature véritable de l'homme, c'est de craindre le jugement de Dieu. Voilà « ce qui est réel et solide ». « Tout le reste est vain […] tout le reste n'est pas l'homme. » Si nous voulons qu'il reste quelque chose de nous, aimons Dieu : nulle force ne nous ravira ce que nous aurons « déposé entre ses mains divines ». Nous pourrons alors « hardiment mépriser la mort à l'exemple de notre héroïne chrétienne », sauvée par la divine Bonté, aidée du mystère de la prédestination et de la grâce. Car, tout au long de notre vie chrétienne, la bonté de Dieu nous fait bénéficier de la grâce. Le premier moment de la grâce, la vocation, nous inspire une foi encore imparfaite. Son dernier moment, la persévérance finale, fait de nous un élu.
Le premier effet de la grâce sur Henriette consiste à l'arracher à l'erreur et à l'hérésie à quoi elle est destinée par sa naissance et par sa captivité. Dieu n'hésite pas à ébranler tout l'État, à remuer « le ciel et la terre » pour enfanter ses élus. Il s'agit ici d'une idée chère à Bossuet : toutes les péripéties de l'histoire de l'univers n'ont d'autre objet que d'enfanter des élus. Le sceau de Dieu est sur la princesse. Dieu permet qu'elle échappe aux rebelles, qu'elle gagne la France, où elle adhère à la foi catholique.
Le second effet de la grâce sur Madame consiste à lui donner la persévérance finale pour assurer son salut. Bossuet raconte une deuxième fois la mort d'Henriette, et ce n'est plus une fin douloureuse, mais triomphale tant elle est édifiante. La grâce a préparé la princesse à ce dernier combat. Bien que la mort surgisse de façon inattendue, Madame n'a pas un soupir de regret pour sa gloire et sa jeunesse enlevées. Elle ne regrette que ses péchés, elle réclame elle-même les sacrements de l'Église. Elle ne veut être entretenue de rien d'autre que des vérités chrétiennes. La grâce lui apprend un langage mystique. « Tout était simple, tout était solide, tout était tranquille, tout partait d'une âme soumise et d'une source sanctifiée par le Saint-Esprit. »
La mort n'a pas arrêté le cours de la plus belle vie du monde. « Elle a mis fin aux plus grands périls dont une âme chrétienne peut être assaillie. » L'orateur songe tout particulièrement à la gloire, l'appât le plus dangereux, la fumée « capable de faire tourner les meilleures têtes ». Il revient alors longuement sur la gloire de Madame, c'est-à-dire sur ses grandes et aimables qualités humaines : elles suscitent une admiration générale, bien propre à l'exposer à de dangereuses tentations — à celle de la vanité notamment. C'est un « bienfait de Dieu » que d'avoir abrégé ces tentations. 

### Péroraison
Bossuet exhorte l'auditoire à tirer leçon de cette mort, mort chrétienne, mais qui résonne comme un avertissement. N'attendons pas des miracles de la grâce, n'attendons pas l'heure du dernier soupir. C'est dès maintenant que nous devons nous convertir, mépriser les grandeurs humaines, confesser nos erreurs, car la mort peut venir de manière subite. La gloire que nous admirions en Madame « faisait son péril en cette vie ». Dans l'autre vie, cette gloire est devenue l'objet « d'un examen rigoureux » — si rigoureux que Madame ne peut être rassurée que par « cette sincère résignation qu'elle a eue aux ordres de Dieu et les saintes humiliations de la pénitence ».

## Thèmes
Bossuet ne raconte pas la courte vie d'Henriette d'Angleterre, qui n'est pas jalonnée d'événements importants. Il livre quelques faits, sans s'astreindre à l'ordre chronologique. Gustave Lanson remarque tout d'abord :

« Ce qui domine et enveloppe l’instruction et la biographie, la morale et l’histoire, dans ces oraisons funèbres, c’est l’émotion personnelle de l’orateur. Aussi les plus belles sont-elles celles où il parle des gens qu’il a connus et aimés, de Madame ou du prince de Condé. Sa sympathie, son admiration, sa douleur se répandent largement, et il s’y abandonne parce que cela se trouve dans la convenance, dans la nécessité même de son sujet. Il y a un élément personnel et lyrique encore dans ces admirables discours […] Et de là vient la puissance pathétique de ces effusions de tendresse douloureuse, lorsqu’il peint la grâce si charmante et si tôt flétrie de Madame […] Si ce n’est pas de l’histoire, c’est à coup sûr de la poésie. »

Jacques Truchet (de) renchérit. Cette oraison funèbre, il la voit avant tout comme « une ample déploration » dans laquelle Bossuet peut « donner libre cours » à son émotion personnelle, en communion avec celle de ses auditeurs.
Lanson observe que « le plan, les idées, parfois les expressions même » sont communes au Sermon sur la mort et à l'oraison funèbre d'Henriette d'Angleterre. Il voit dans cette dernière « le type du genre » : l'éloge de la morte devient une méditation sur la mort. La mort sert d'éclairage, permettant de juger les événements de la vie. « De là, dit Lanson, l’unité religieuse et esthétique à la fois des oraisons funèbres : de cette idée centrale la lumière se distribue à toutes les idées, les enveloppe et les lie. »
Mais si Lanson assimile les oraisons funèbres à des sermons, Truchet se montre plus nuancé. Peu chargée de précisions biographiques, l'oraison funèbre d'Henriette d'Angleterre se rapproche certes du genre du sermon. « On exagérerait à peine en disant qu'elle est un sermon sur la mort, et l'on ne pourrait guère étudier les idées qu'elle contient sans se référer au sermon du carême du Louvre qui porte ce titre. » Cependant, Truchet précise que l'oraison funèbre d'Henriette d'Angleterre « constitue à cet égard une sorte de cas-limite, dont il ne faudrait pas s'autoriser pour prétendre que Bossuet ramène l'oraison funèbre au sermon d'une manière constante et générale ».

## Valeur littéraire
« La composition de l'Oraison funèbre de Henriette d'Angleterre, dit Jacques Truchet, est une composition par vagues, où les voix alternées de la gloire mondaine, de la mort et de la grâce se recouvrent en de constants retours. » La différence avec le Sermon sur la mort apparaît dans le style. L'éloquence est « plus majestueuse ». Le ton, « plus soutenu », est par moments d'un « admirable lyrisme », si grande est l'émotion de l'orateur. « Des six oraisons funèbres que fit imprimer Bossuet, dit Jacques Truchet, celle de Madame est généralement celle que l'on préfère et qui touche le plus. » C'est avec cette oraison funèbre que Bossuet atteint « la pleine maîtrise de son éloquence et du même coup le sommet de l'art oratoire ».

## Publication

### Premières éditions
En 1670, l'année même où elle est prononcée, l'oraison funèbre est publiée en 53 pages chez Sébastien Mabre-Cramoisy, à Paris, sous le titre Oraison funèbre de Henriette Anne d'Angleterre, duchesse d'Orléans, prononcée à Saint-Denis, le 21 jour d'aoust 1670, par messire Jacques Bénigne Bossuet.
En 1671, Mabre-Cramoisy procède à une deuxième édition, avec corrections de Bossuet. Les épreuves sont conservées à la Bibliothèque nationale de France,.
En 1672, accompagnées du Panégyrique funèbre de messire Pompone de Bellièvre, premier président au Parlement de Pierre Lalemant, les oraisons funèbres d'Henriette de France et d'Henriette d'Angleterre sont publiées sous le titre Recueil d'oraisons funèbres, chez Mabre-Cramoisy.
En 1689, six oraisons funèbres (celles consacrées aux grands personnages), corrigées par l'auteur, sont réunies sous le titre Recueil d'oraisons funèbres composées par messire Jacques-Bénigne Bossuet, évesque de Meaux, chez Mabre-Cramoisy,. Les manuscrits ne sont pas conservés. Mais c'est l'auteur lui-même qui a procédé aux premières éditions, et notamment à celle-ci. On considère donc son texte comme définitif.
En 1762, Claude Lequeux publie à Paris, chez Desaint et Saillant, une édition critique des six dernières oraisons funèbres, intitulée Recueil des oraisons funèbres,.

### Éditions récentes
- Bossuet, Œuvres, éd. d'Yvonne Champailler et Bernard Velat, coll. « Bibliothèque de la Pléiade », Paris, Gallimard, 1979[62].
- Bossuet, Oraisons funèbres, éd. présentée, établie et annotée par Jacques Truchet (de), coll. « Folio classique », Paris, Gallimard, 2004[63].
- Jacques-Bénigne Bossuet, Oraisons funèbres : éloquence sacrée, éd. présentée, établie et annotée par Anne Régent-Susini, coll. « Petits classiques Larousse », Paris, Larousse-Sejer, 2004[64].